# 회현초등학교
회현초등학교는 대한민국 전북특별자치도 군산시 회현면 대정리에 있는 공립 초등학교이다.

## 학교 연혁
- 1935년 4월 15일 회현공립보통학교(4년제 4학급) 개교설립인가 4월 1일
- 1938년 4월 1일 회현공립심상소학교(4학급)로 개칭[1]
- 1939년 4월 1일 6년제로 개편(5학급)
- 1941년 4월 1일 회현공립국민학교(8학급)로 개칭[2]
- 1949년 9월 1일 용화국민학교 분리
- 1966년 11월 12일 회현어린이신문 창간
- 1969년 3월 1일 오봉국민학교 분리
- 1981년 3월 9일 병설유치원 개원
- 1992년 3월 1일 증석국민학교 통폐합
- 1994년 4월 20일 강당 신축 준공
- 1996년 3월 1일 회현초등학교로 개칭[3]
- 2003년 3월 1일 용화초등학교 통폐합
- 2004년 12월 10일 학교숲 공원 조성
- 2006년 9월 15일 디지털 도서관 개관
- 2019년 9월 1일 제23대 주중일 교장 부임
- 2021년 1월 7일 공간(이룸도서관, 다움광장) 혁신
- 2023년 1월 6일 제84회 졸업식 45명 졸업(총 7,455명)

## 학교 상징
- 교화 - 철쭉 : 뜨거운 교육애와 사랑, 학생·교사·학부모의 화합, 진솔한 사랑의 기쁨
- 교목 - 회화나무 : 우아한 자태와 높은 기상, 푸른 꿈과 희망, 미래 사회를 주도하는 회현어린이
- 교조 - 까치 : 지혜와 성실, 바른 마음 바른 행동, 바른 인성으로 자라는 회현어린이

## 참고 자료
- 회현초등학교 - 한국교육학술정보원 학교알리미